# Halbenrain
Halbenrain osztrák mezőváros Stájerország Délkelet-stájerországi járásában. 2017 januárjában 1753 lakosa volt.

## Elhelyezkedése

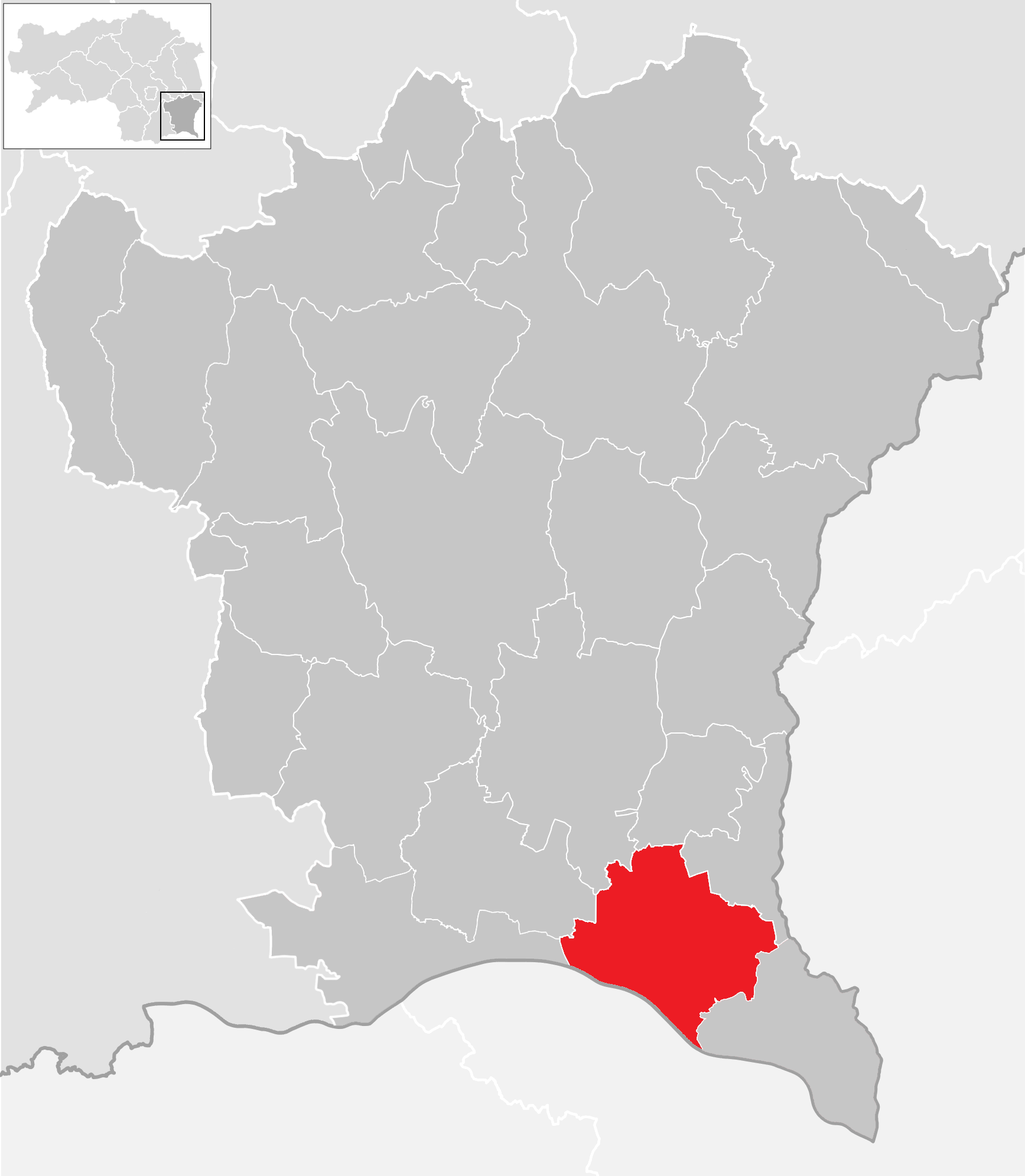
Halbenrain a Délkelet-stájerországi járásban

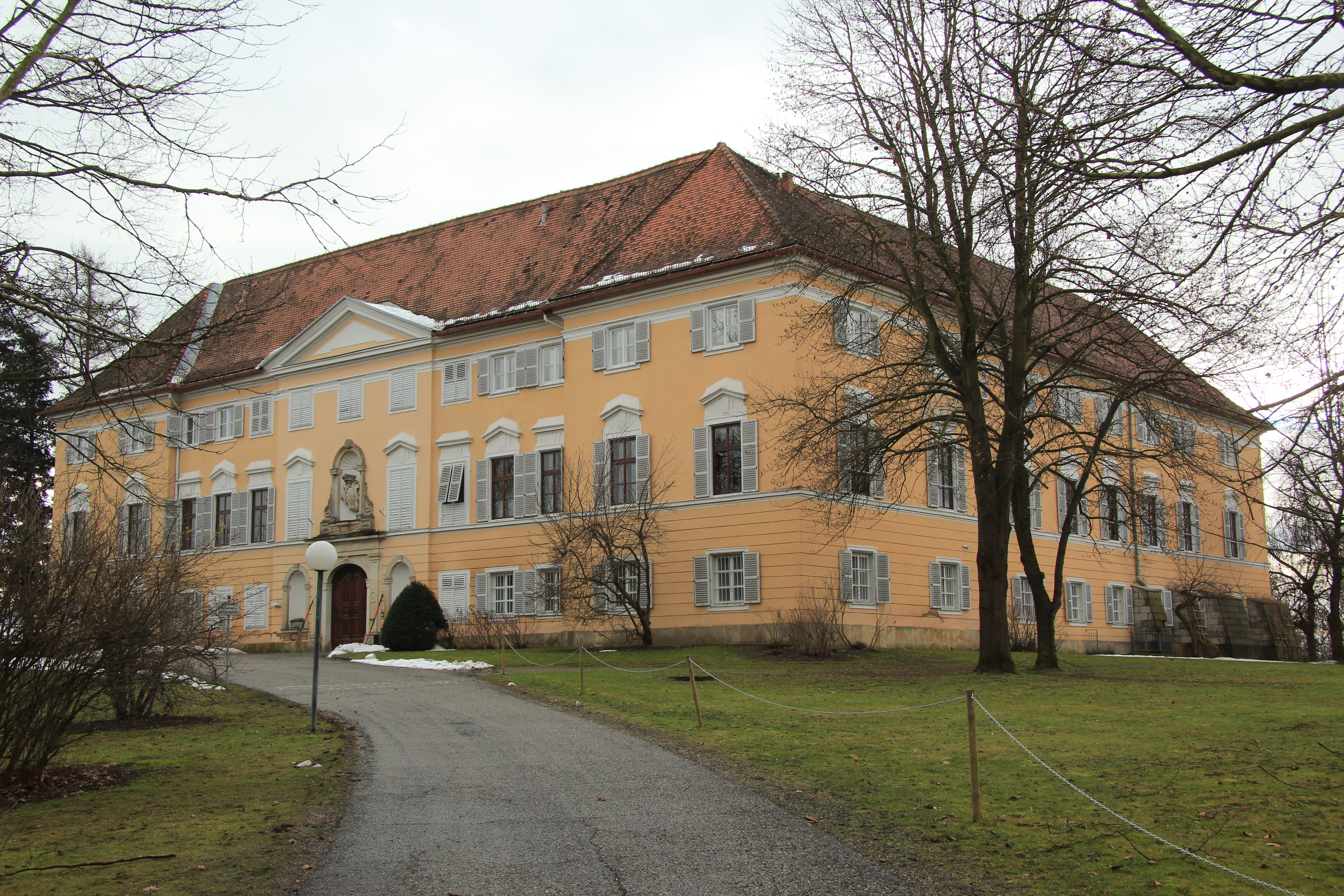
A halbenraini kastély

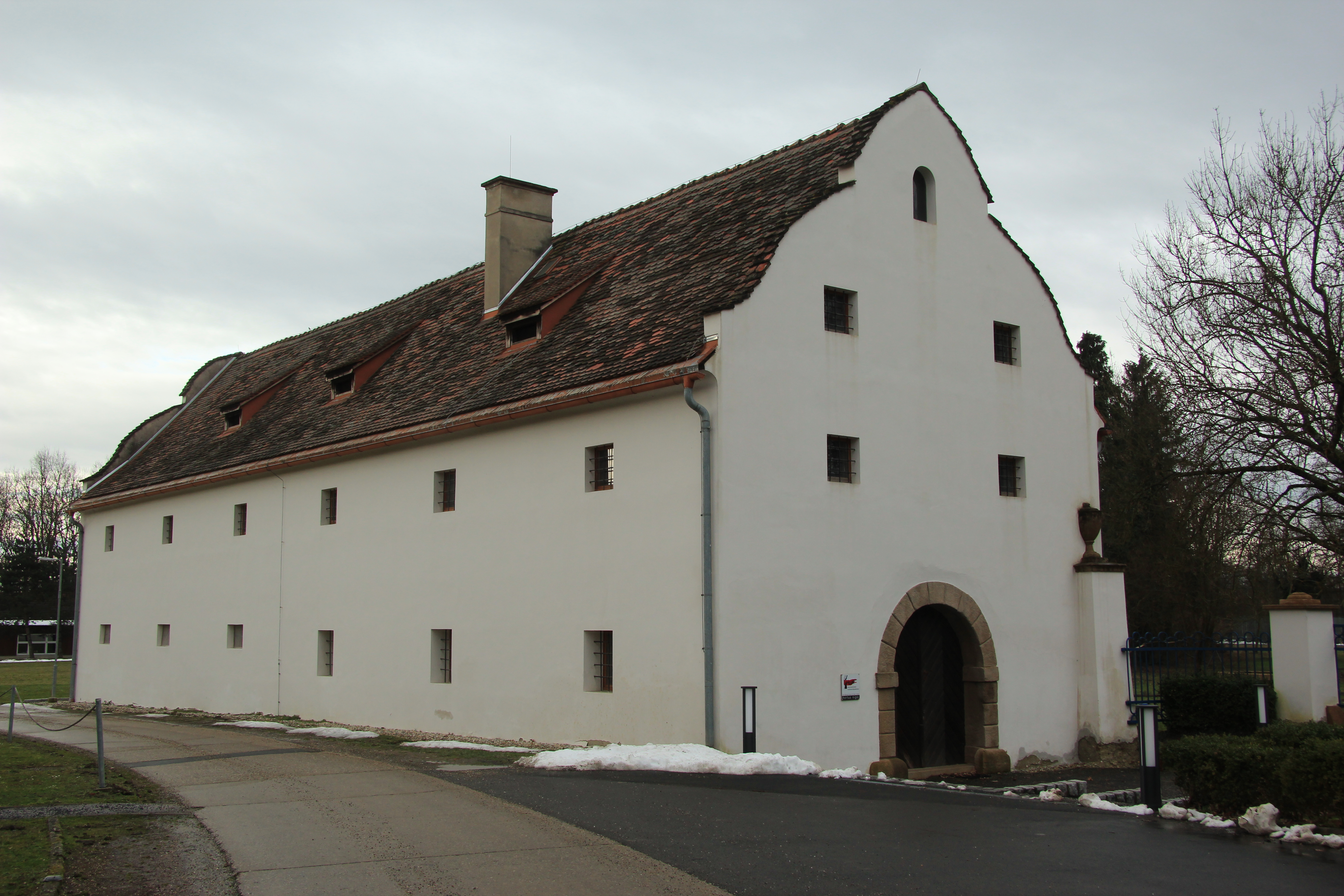
A kastély volt magtára

Halbenrain a Kelet-Stájerország régióban, a Kelet-stájer dombságon fekszik a tartomány délkeleti csücskében, a szlovén határ mentén, a Murától északra. Az önkormányzat 8 települést egyesít: Dietzen (198 lakos), Donnersdorf (128), Dornau (61), Drauchen (66), Halbenrain (576), Hürth (118), Oberpurkla (299), Unterpurkla (287); valamint két lakatlan katasztrális községet (Sögersdorf, Leitersdorf II), amelyek eredetileg a ma már Szlovéniához tartozó Abstallhoz tartoztak.
A környező önkormányzatok: délnyugatra Mureck, nyugatra Deutsch Goritz, északnyugatra Straden, északra Tieschen, északkeletre Klöch, keletre Bad Radkersburg, délre Apače (Szlovénia).

## Története
Haldenrain gerendavára eredetileg a Mura mentén egy meredek löszterasz szélén épült; a folyó azóta néhány kilométerrel arrébb vándorolt. Első írásos említése 1244-ből származik, amikor II. Frigyes császár udvaroncának, Witigónak és fivérének, Rüdigernek adományozta hűbérbirtokul a várat. Nevének pontos eredete nem ismert, feltehetően a Halde (halom) és Rain (mezsgye) szavakból származik.
A 15. században a Stubenbergek szerezték meg a birtokot. 1480-90 között a várat Mátyás magyar király tartotta megszállva. Ezután a Ratmannstorff bárók, majd az Althann grófok kezében volt az uradalom. A 17. században a középkori erődítményt lebontották és modern kastélyt építettek a helyére. 1700 körül a Rákóczi-felkelés kurucai dúlták fel a települést. 1724-ben Georg Christoph Stürgkh, Halthann grófja szerezte meg az uradalmat. A vár egészen 1980-ig a család tulajdonában maradt, amikor eladták a tartományi kormányzatnak és ma mezőgazdasági iskola működik benne.

## Lakosság
A halbenraini önkormányzat területén 2017 januárjában 1753 fő élt. A lakosságszám 1910 óta (akkor 2487 fő) többé-kevésbé folyamatosan csökken. 2015-ben a helybeliek 96,3%-a volt osztrák állampolgár; a külföldiek közül 1,3% a régi (2004 előtti), 2% az új EU-tagállamokból érkezett. 2001-ben a lakosok 96,6%-a római katolikusnak, 1% evangélikusnak, 1% pedig felekezet nélkülinek vallotta magát. Ugyanekkor két magyar élt a mezővárosban.

## Látnivalók
- a halbenraini kastély
- a kastély volt magtárában művészeti nyári akadémia működik
- a Szt. Miklós-plébániatemplom
- a Rothof uradalmi majorság
- a Mária-oszlop

## Fordítás
- Ez a szócikk részben vagy egészben  a   Halbenrain című német Wikipédia-szócikk ezen változatának fordításán alapul.  Az eredeti cikk szerkesztőit annak laptörténete sorolja fel. Ez a jelzés csupán a megfogalmazás eredetét és a szerzői jogokat jelzi, nem szolgál a cikkben szereplő információk forrásmegjelöléseként.